# 張琦 (画家)

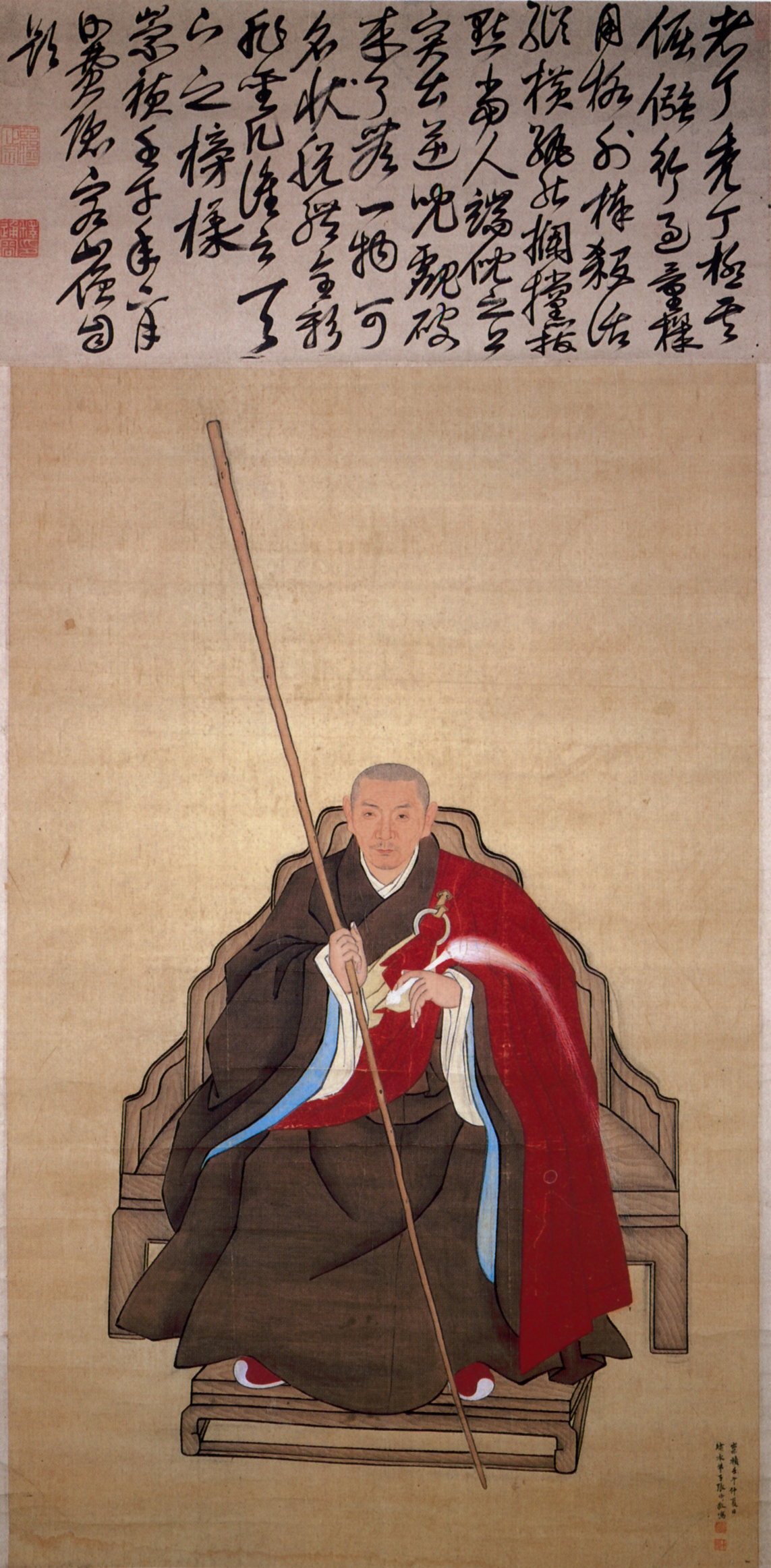
費隠通容像自賛絹本着色 萬福寺

張 琦（ちょう き、生没年不詳）は、明末清初の画家。字は玉可。嘉興府秀水県の出身。

## 略伝
曽鯨に師法し肖像画を得意とし、嘉興では他に並ぶ者がいないと称賛された。波臣派の重鎮であるが伝世作品は少ない。
費隠通容に帰依し玉可張居士を名乗った。「費隠通容像」は承応3年（1654年）に隠元隆琦によって日本にもたらされ、黄檗画像の原点となった。その後、同門の楊道真などがその画法を日本に広めた。
費隠通容の師の密雲円悟や曹洞宗の僧の覚浪道盛などの禅僧の頂相の他、文人の肖像を多く手がけた。

## 作品
- 「円信像」故宮博物院
- 「尚友園」[6]1652年、上海博物館